# Omni (magazine)
Pour les articles homonymes, voir Omni.
Omni est un magazine mensuel américain de vulgarisation scientifique et de science-fiction publié entre 1978 et 1995.
Le magazine Omni a été lancé par Bob Guccione, l'éditeur de Penthouse, qui en a confié la direction à son épouse Kathy Keeton. Son premier numéro paraît en octobre 1978 avec une interview exclusive du physicien Freeman Dyson et un article d'Isaac Asimov. Le second numéro contient, lui, une interview du futurologue Alvin Toffler.
Sa présentation luxueuse, jusqu'à 200 pages sur papier glacé, et sa formule originale, qui associait des articles sur des thèmes scientifiques et des essais ou des nouvelles de science-fiction et de fantastique, lui ont permis rapidement de trouver son public : plus d'un million d'exemplaires du premier numéro ont été vendus. Plusieurs récits qui connaîtront un grand succès ont d'abord été publiés dans Omni, comme Johnny Mnemonic de William Gibson, publié en 1981, et des nouvelles de William Burroughs, Theodore Sturgeon, Stephen King, etc. Différents illustrateurs ont collaboré au magazine comme Giger.
Apparu dans un environnement très concurrentiel, dominé par des magazines comme Science Digest et Scientific American, Omni dut affronter l'année suivant sa création l'arrivée de nouveaux titres comme Discover et Science '80. Faute d'un marché publicitaire et d'un lectorat suffisants, Science Digest disparut quelques années plus tard et Science '80 fusionna avec Discover, tandis qu'Omni tenait bon. En 1981, la direction du titre adapte une sélection d'articles et de nouvelles pour une série d'émissions télévisées présentées par Peter Ustinov.
Au cours des années 1990, Omni fut critiqué pour couvrir trop souvent les pseudo-sciences et s'intéresser de trop près aux OVNI et aux phénomènes paranormaux. En hiver 1995, Guccione décide d'arrêter la publication du magazine en raison d'une chute de popularité du titre et des difficultés financières de son groupe de presse.
En 1996, Omni réapparaît sur Internet sous forme de magazine en ligne, renouant avec la vulgarisation scientifique et accueillant des auteurs de science-fiction. Deux ans plus tard, la fondatrice du titre, Kathy Keeton, meurt d'un cancer. Le personnel du site est licencié et son contenu est laissé à l'abandon. Il sera définitivement fermé en 2003.
Omni est resté une référence dans l'univers de la vulgarisation scientifique. La couverture du magazine apparaît notamment dans plusieurs films et séries télévisées. Il a aussi ouvert la voie à des revues comme Wired Magazine.